# Аллендорф (Рейн-Лан)
Аллендорф (нем. Allendorf) — община района Рейн-Лан в земле Рейнланд-Пфальц, Германия. Входит в состав сообщества общин Катценельнбоген.

## История
В 1400 году местечко досталось Курпфальцу. В 1806 году деревня была подчиненна герцогству Нассау. С 1866 года Аллендорф был прусским, пока в 1947 году не вошёл в состав новообразованной земли Рейнланд-Пфальц. В 1973 году в ходе проведения реформы управления вошёл в состав сообщества общин Катценельнбоген.

## Население
Население на 31 декабря 2010 года составляло 739 человек.
| Год  | Численность | Численность |
| ---- | ----------- | ----------- |
| 1975 | 471         | [ 5 ]       |
| 2014 | 678         | [ 1 ]       |
| 2017 | 622         | [ 2 ]       |
| 2019 | 621         | [ 6 ]       |
| 2021 | 611         | [ 7 ]       |
| 2022 | 595         | [ 8 ]       |
| 2023 | 590         | [ 3 ]       |

## Политика
Совет общины Аллендорфа состоит из 12 членов, избранных на муниципальных выборах 7 июня 2009 года, и бургомистра, работающего на общественных началах в качестве председателя.